# Astoria (teatro)

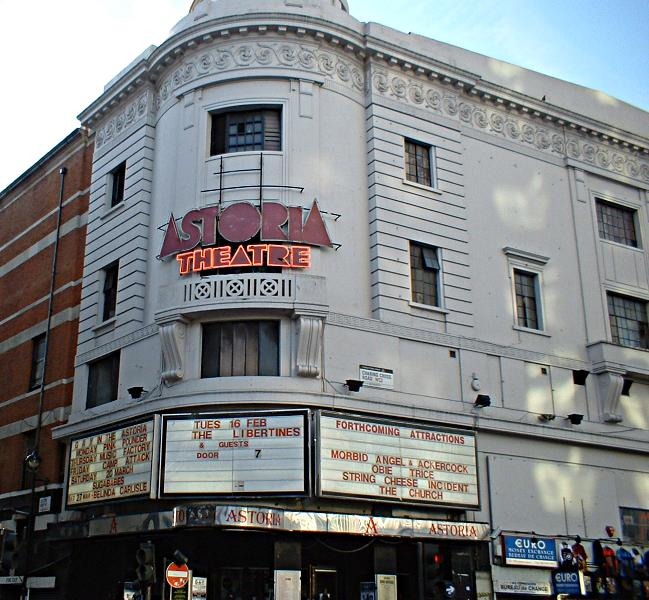
O Astoria, antes da demolição.

O Astoria foi um teatro localizado na cidade de Londres, na Inglaterra, que suportava cerca de 2.000 pessoas.
O local foi construído como um restaurante nos anos 20, e depois fechado nos anos 70 e posteriormente convertido em um teatro, tornando-se uma das casas de espetáculos mais respeitadas do Reino Unido por ter lançado carreiras de muitas bandas britânicas.
O Astoria foi fechado em 2009, e posteriormente demolido.